# Lanius minor

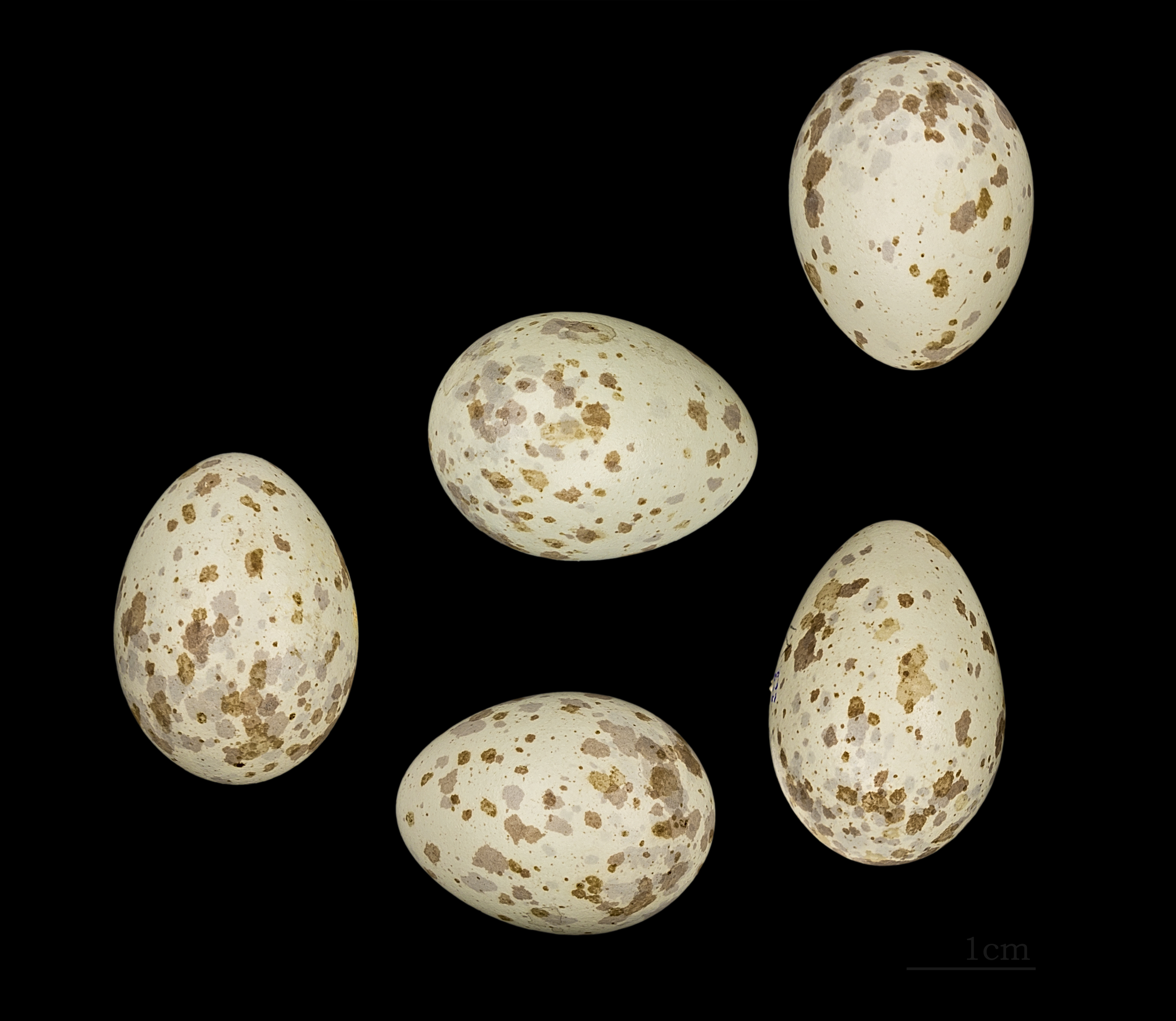
Huevos de Lanius minor

El alcaudón chico (Lanius minor) es una especie de ave paseriforme de la familia de los alcaudones (Laniidae), que se distribuye por el sureste de Europa, Siberia y Asia central, y sur de África. No está amenazada y su población se estima entre los 1,2 y los 3,3 millones de individuos, encontrándose la mayor parte de la población en Europa, sin embargo sus poblaciones están en declive y en algunos países, como España está considerada como una especie en peligro de extinción.
No tiene descritas subespecies.

## Descripción
Mide entre 19 y 21 cm, tiene el dorso azul grisáceo, las alas negras con una pequeña mancha blanca, el vientre y el pecho color salmón, y un antifaz negro en el rostro. Es por ello bastante similar en el patrón de plumaje al alcaudón real y al alcaudón norteño, pero se diferencia de estos, además de ser algo más pequeño, en que su antifaz se extiende por la frente y en el color de su pecho y vientre. Los juveniles tienen el dorso y el píleo vermiculados, no tienen negro en la frente, y son blancos por debajo.
Es un ave poco cantora, que vive en zonas áridas, es migratoria. Se alimenta de insectos y escarabajos.